# Carlos Desiderio Peucelle
Carlos Desiderio Peucelle (13 de setembre de 1908 - 1 d'abril de 1990), fou un futbolista argentí dels anys 1930, que posteriorment va fer d'entrenador.
Després de jugar a San Telmo i Sportivo Buenos Aires fou traspassat a River Plate per la xifra de 10.000 pesos. Al club milionari jugà entre 1931 i 1941 (407 partits en els quals marcà 143 gols). Al club es proclamà quatre cops campió argentí els anys 1932, 1936, 1937 i 1941.
Amb la selecció argentina jugà la Copa del Món de l'any 1930, on marcà 3 gols i jugà la final davant Uruguai, amb derrota per 2-4. Guanyà dues Copes Amèrica els anys 1929 i 1937. En total fou internacional en 59 partits i marcà 12 gols.
Després de la seva etapa com a futbolista fou entrenador. Dirigí a molts clubs del continent americà, com ara, Deportivo Cali de Colòmbia, Deportivo Saprissa de Costa Rica, Sporting Cristal al Perú i Olimpia al Paraguai. Peucelle també dirigí a River Plate i San Lorenzo al seu país natal.
Peucele és considerat com un dels creadors de La Màquina, l'equip de River Plate dominador del futbol argentí dels anys 40. Va escriure un llibre titulat Futbol, Todotiempo e Historia de La Máquina (Futbol, tot temps i història de La Màquina).

## Palmarès
| Temporada | Club        | Títol                     |
| --------- | ----------- | ------------------------- |
| 1929      | Argentina   | Copa Amèrica              |
| 1932      | River Plate | Lliga argentina de futbol |
| 1936      | River Plate | Lliga argentina de futbol |
| 1937      | River Plate | Lliga argentina de futbol |
| 1937      | Argentina   | Copa Amèrica              |
| 1941      | River Plate | Lliga argentina de futbol |